# Associazione Calcio Udinese 1952-1953
Questa voce raccoglie le informazioni riguardanti l'Associazione Calcio Udinese nelle competizioni ufficiali della stagione 1952-1953.

## Rosa
| N. |                   | Ruolo | Calciatore      |
| -- | ----------------- | ----- | --------------- |
|    | Italia (bandiera) | P     | Elio Angelini   |
|    | Italia (bandiera) | P     | Antonio Pin     |
|    | Italia (bandiera) | D     | Arturo Morelli  |
|    | Italia (bandiera) | D     | Renato Toso     |
|    | Italia (bandiera) | D     | Luigi Zorzi     |
|    | Italia (bandiera) | C     | Enzo Menegotti  |
|    | Italia (bandiera) | C     | Antonio Montico |
|    | Italia (bandiera) | C     | Silvano Moro    |
|    | Italia (bandiera) | C     | Daniele Revere  |
|    | Italia (bandiera) | C     | Cirano Snidero  |

| N. |                      | Ruolo | Calciatore        |
| -- | -------------------- | ----- | ----------------- |
|    | Italia (bandiera)    | C     | Ludovico Tubaro   |
|    | Italia (bandiera)    | A     | Antonio Bacchetti |
|    | Italia (bandiera)    | A     | Ercole Castaldo   |
|    | Italia (bandiera)    | A     | Stelio Darin      |
|    | Italia (bandiera)    | A     | Bruno Mozzambani  |
|    | Danimarca (bandiera) | A     | Johannes Pløger   |
|    | Ungheria (bandiera)  | A     | László Szőke      |
|    | Italia (bandiera)    | A     | Aldo Vascellari   |
|    | Italia (bandiera)    | A     | Giuseppe Virgili  |
|    | Italia (bandiera)    | A     | Bruno Zago        |

## Risultati

### Serie A

#### Girone di andata
| Arbitro: | Jonni (Macerata) |

|                         |           |                      |
| Sentimenti V 20’ (rig.) | Marcatori | 50’ (rig.) 60’ Zorzi |

| Arbitro: | Marchetti (Milano) |

|           |           |  |
| Zorzi 17’ | Marcatori |  |

| Arbitro: | Bernardi (Bologna) |

|                                 |           |                             |
| Vitali 26’, 57’, 60’ Amadei 52’ | Marcatori | 7’ Menegotti 17’ Mozzambani |

| Arbitro: | Valsecchi (Milano) |

|  |           |             |
|  | Marcatori | 24’ Mariani |

| Como 12 ottobre 1952 5ª giornata | Como            | 0 – 0 | Udinese | Stadio Giuseppe Sinigaglia\| Arbitro: \| Corallo (Lecce) \| |
| Arbitro:                         | Corallo (Lecce) |       |         |                                                             |

| Arbitro: | Marchese (Napoli) |

|                                                |           |  |
| Vivolo 13’ (rig.) J. Hansen 40’, 74’ Præst 69’ | Marcatori |  |

| Arbitro: | Carpani (Milano) |

|                         |           |              |
| Mozzambani 20’ Moro 40’ | Marcatori | 88’ Piccioni |

| Arbitro: | Marchese (Napoli) |

|                           |           |                                |
| Pandolfini 43’ 56’ (rig.) | Marcatori | 20’ (rig.) Bacchetti 71’ Darin |

| Arbitro: | Corallo (Lecce) |

|                                  |           |                                |
| Cavazzuti 37’, 50’ Martegani 60’ | Marcatori | 60’ Darin 89’ (aut.) Marchetti |

| Arbitro: | Liverani (Torino) |

|  |           |          |
|  | Marcatori | 60’ Gren |

| Arbitro: | Gemini (Roma) |

|           |           |             |
| Szőke 23’ | Marcatori | 70’ Boscolo |

| Milano 7 dicembre 1952 12ª giornata | Inter              | 0 – 0 | Udinese | Stadio San Siro\| Arbitro: \| Bernardi (Bologna) \| |
| Arbitro:                            | Bernardi (Bologna) |       |         |                                                     |

| Arbitro: | Marchetti (Milano) |

|                        |           |  |
| Montico 46’ Pløger 82’ | Marcatori |  |

| Arbitro: | Tassini (Verona) |

|                                |           |                       |
| Moro 20’ Darin 36’ Snidero 63’ | Marcatori | 3’ Gotti 15’ Righetto |

| Arbitro: | Fortina (Novara) |

|                                        |           |                 |
| Mike 9’ Bacci 39’ Menegotti 68’ (aut.) | Marcatori | 40’ (rig.) Moro |

| Arbitro: | Gemini (Roma) |

|                                          |           |  |
| Brugola 33’, 82’ Rasmussen 42’, 49’, 85’ | Marcatori |  |

| Arbitro: | Liverani (Torino) |

|                                                                       |           |                                |
| Moro 11’ (rig.) 24’ Montico 37’, 50’ Castaldo 71’ Darin 75’ Szőke 80’ | Marcatori | 48’, 84’ Bertoloni 53’ Hofling |

#### Girone di ritorno
| Arbitro: | Bellè (Venezia) |

|  |           |                                                        |
|  | Marcatori | 75’, 81’ Bettolini 77’ Alzani 89’ (rig.) Sentimenti IV |

| Arbitro: | Tassini (Verona) |

|  |           |                                    |
|  | Marcatori | 13’, 73’ Bacchetti 57’ (rig.) Moro |

| Arbitro: | Gemini (Roma) |

|                 |           |             |
| Moro 44’ (rig.) | Marcatori | 17’ Pesaola |

| Arbitro: | Righi (Milano) |

|             |           |  |
| Magnini 85’ | Marcatori |  |

| Arbitro: | Bernardi (Bologna) |

|           |           |  |
| Szőke 59’ | Marcatori |  |

| Arbitro: | Bellè (Venezia) |

|          |           |                 |
| Moro 24’ | Marcatori | 34’ Carapellese |

| Arbitro: | Marchetti (Milano) |

|                                   |           |           |
| Feccia 12’ Renica 20’ Savioni 81’ | Marcatori | 69’ Szőke |

| Arbitro: | Jonni (Macerata) |

|                          |           |                  |
| Pløger 49’ Darin 55’ 86’ | Marcatori | 69’ Perissinotto |

| Arbitro: | Carpani (Milano) |

|                 |           |               |
| Moro 89’ (rig.) | Marcatori | 47’ Martegani |

| Milano 29 marzo 1953 27ª giornata | Milan           | 0 – 0 | Udinese | Stadio San Siro\| Arbitro: \| Corallo (Lecce) \| |
| Arbitro:                          | Corallo (Lecce) |       |         |                                                  |

| Arbitro: | Valsecchi (Milano) |

|           |           |                |
| Curti 88’ | Marcatori | 49’ Mozzambani |

| Udine 12 aprile 1953 29ª giornata | Udinese         | 0 – 0 | Inter | Stadio Moretti\| Arbitro: \| Bellè (Venezia) \| |
| Arbitro:                          | Bellè (Venezia) |       |       |                                                 |

| Arbitro: | Jonni (Macerata) |

|                                    |           |  |
| Bennike 52’ Sega 72’ Fontanesi 81’ | Marcatori |  |

| Arbitro: | Valsecchi (Milano) |

|           |           |                  |
| Conti 83’ | Marcatori | 3’ (aut.) Coscia |

| Arbitro: | Guarnaschelli (Pavia) |

|              |           |  |
| Castaldo 71’ | Marcatori |  |

| Arbitro: | Gemini (Roma) |

|               |           |                                     |
| Menegotti 87’ | Marcatori | 43’ Brugola 73’ Rasmussen 86’ Testa |

| Arbitro: | Bernardi (Bologna) |

|                          |           |                          |
| Mannucci 29’ Rebuzzi 51’ | Marcatori | 56’, 79’ Darin 67’ Zorzi |

## Statistiche
Fonte:

### Statistiche di squadra
| Competizione | Punti | In casa | In casa | In casa | In casa | In casa | In casa | In trasferta | In trasferta | In trasferta | In trasferta | In trasferta | In trasferta | Totale | Totale | Totale | Totale | Totale | Totale | DR  |
| Competizione | Punti | G       | V       | N       | P       | Gf      | Gs      | G            | V            | N            | P            | Gf           | Gs           | G      | V      | N      | P      | Gf     | Gs     | DR  |
| ------------ | ----- | ------- | ------- | ------- | ------- | ------- | ------- | ------------ | ------------ | ------------ | ------------ | ------------ | ------------ | ------ | ------ | ------ | ------ | ------ | ------ | --- |
| Serie A      | 31    | 17      | 7       | 5       | 5       | 24      | 22      | 17           | 3            | 6            | 18           | 18           | 33           | 34     | 10     | 11     | 13     | 42     | 55     | -13 |
| Totale       | -     | 17      | 7       | 5       | 5       | 24      | 22      | 17           | 3            | 6            | 18           | 18           | 33           | 34     | 10     | 11     | 13     | 42     | 55     | -13 |

### Statistiche dei giocatori
| Giocatore     | Serie A  | Serie A |
| Giocatore     | Presenze | Reti    |
| ------------- | -------- | ------- |
| E. Angelini   | 3        | -4      |
| A. Bacchetti  | 12       | 3       |
| E. Castaldo   | 15       | 1       |
| S. Darin      | 25       | 8       |
| E. Menegotti  | 29       | 2       |
| A. Montico    | 9        | 3       |
| A. Morelli    | 21       | 0       |
| S. Moro       | 32       | 9       |
| B. Mozzambani | 18       | 3       |
| A. Pin        | 31       | -49     |
| J. Pløger     | 30       | 3       |
| D. Revere     | 14       | 0       |
| C. Snidero    | 22       | 0       |
| L. Szoke      | 32       | 4       |
| R. Toso       | 25       | 0       |
| L. Tubaro     | 20       | 0       |
| A. Vascellari | 6        | 0       |
| G. Virgili    | 2        | 0       |
| L. Zorzi      | 29       | 0       |